# Arthur Reed
Arthur Reed fue un deportista británico que compitió en ciclismo en la modalidad de pista. Ganó dos medallas en el Campeonato Mundial de Ciclismo en Pista, oro en 1903 y plata en 1904.

## Medallero internacional
| Campeonato Mundial | Campeonato Mundial     | Campeonato Mundial | Campeonato Mundial       |
| Año                | Lugar                  | Medalla            | Competición              |
| ------------------ | ---------------------- | ------------------ | ------------------------ |
| 1903               | Copenhague (Dinamarca) | Medalla de oro     | Velocidad individual (A) |
| 1904               | Londres (Reino Unido)  | Medalla de plata   | Velocidad individual (A) |